# Mycoplasma agalactiae
Mycoplasma agalactiae  ist eine Art von Bakterien aus der Gattung Mycoplasma. Wie bei allen Mykoplasmen fehlt eine Zellwand um die Zellmembran. Ohne Zellwand sind sie unempfindlich gegen viele übliche Antibiotika wie Penicillin oder anderen β-Lactam-Antibiotika, die die Zellwandsynthese behindern. Mycoplasmen gehören zu den kleinsten bekannten Bakterienzellen.
Die Art kann eine Infektiöse Agalaktie der Schafe und Ziegen auslösen. Sie kommt in der Milch von Schafen und Ziegen vor und verursacht eine Mastitis. Mindestens elf Stämme dieser Art sind charakterisiert worden. Es sind ganze Herden, die mit diesen Bakterien infiziert wurden, verloren gegangen.
Der Typ -Stamm PG2 = CIP 59. 7 = NCTC 10123.